# Grupa nilpotentna
Grupa nilpotentna – grupa „prawie” abelowa. Grupy nilpotentne pojawiają się w teorii Galois, a także w zagadnieniach związanych z klasyfikacją grup, również grup Liego.

## Definicja
Grupę {\displaystyle G} nazywamy nilpotentną, jeżeli istnieje ciąg podgrup normalnych {\displaystyle \{e\}=G_{0}\leqslant G_{1}\leqslant G_{2}\ldots \leqslant G_{n}=G,} że:
1. {\displaystyle G_{i}\triangleleft G,\;i=0,\dots ,n}
2. grupy ilorazowe {\displaystyle G_{i+1}/G_{i}} są podgrupami centrum {\displaystyle Z(G/G_{i})} dla {\displaystyle i=0,1,2,\dots ,n-1.}

Jeśli istnieje ciąg o tej własności to nazywamy go ciągiem centralnym grupy {\displaystyle G.} Najmniejsze {\displaystyle n} dla którego grupa {\displaystyle G} jest nilpotentna, nazywamy stopniem nilpotentności i oznaczamy {\displaystyle \operatorname {nil} \;G.}

### Uwaga
Następujące warunki są równoważne:
1. Ciąg {\displaystyle \{e\}=G_{0}\leqslant G_{1}\leqslant G_{2}\ldots \leqslant G_{n}=G} jest centralny.
2. Ciąg {\displaystyle \{e\}=G_{0}\leqslant G_{1}\leqslant G_{2}\ldots \leqslant G_{n}=G} jest normalny oraz {\displaystyle [G_{i+1},G]\leqslant G_{i},\;i=0,1,\dots ,n-1.}
3. {\displaystyle [G_{i+1},G]\leqslant G_{i},\;i=0,1,\dots ,n-1.}

## Przykłady
Grupą nilpotentną jest na przykład:
- dowolna grupa przemienna,
- grupa multiplikatywna macierzy postaci {\displaystyle {\begin{bmatrix}1&a&b\\0&1&c\\0&0&1\end{bmatrix}},} gdzie {\displaystyle a,b,c} są elementami pewnego ciała,
- grupa kwaternionów {\displaystyle Q_{8},} ma centrum rzędu 2 {\displaystyle (Z(Q_{8})=\{1,-1\});} ciąg centralny tej grupy to {\displaystyle \{1\},\;\{1,-1\},Q_{8},} zatem jest to grupa nilpotentna drugiego stopnia nilpotentności,
- każdy produkt prosty skończonej liczby p-grup,
- dyskretna grupa Heisenberga.
- każda grupa {\displaystyle G} rzędu {\displaystyle p^{k},} gdzie {\displaystyle p} jest liczbą pierwszą jest nilpotentna oraz {\displaystyle \operatorname {nil} G\leqslant k.}

## Własności
- Każda grupa nilpotentna jest rozwiązalna.
- Jeżeli komutant grupy {\displaystyle G} jest zawarty w jej centrum, to grupa jest nilpotentna.
- grupy permutacji {\displaystyle S_{n}} nie są nilpotentne dla {\displaystyle n>2.}
- Każda podgrupa grupy nilpotentnej klasy {\displaystyle n} jest grupą nilpotentną klasy co najwyżej {\displaystyle n,} co więcej to samo dotyczy obrazu homomorficznego grupy nilpotentnej.
- Następujące zdania są równoważne dla grup skończonych:
  - {\displaystyle G} jest nilpotentna.
  - Jeżeli {\displaystyle H} jest właściwą podgrupą {\displaystyle G,} to {\displaystyle H} jest właściwą podgrupą normalną normalizatora {\displaystyle N(H).}
  - Każda maksymalna podgrupa właściwa {\displaystyle G} jest normalna.
  - G jest sumą prostą swoich podgrup Sylowa.
- Ostatnie stwierdzenie może być uogólnione na grupy nieskończone: jeżeli {\displaystyle G} jest nilpotentna, to każda podgrupa Sylowa {\displaystyle G_{p}} grupy {\displaystyle G} jest normalna, a suma prosta tych podgrup Sylowa jest podgrupą wszystkich elementów skończonego rzędu w {\displaystyle G} (zob. podgrupa torsyjna).
- Jeśli grupa {\displaystyle G/Z(G)} jest nilpotentna stopnia {\displaystyle n,} to {\displaystyle G} jest nilpotentna stopnia {\displaystyle n+1.}